# إليوت دينمان
إليوت دينمان (بالإنجليزية: Elliott Denman)‏ هو منافس ألعاب قوى أمريكي، ولد في 23 يناير 1934.

## وصلات خارجية
- إليوت دينمان على موقع أوليمبيديا (الإنجليزية)